# 日本動漫迷使用術語列表
本列表列出日本動畫、日本漫畫及同人作品中的常見術語，這些術語在其他的領域可能有其它的涵義。

## 基礎概念
- ACGN

ACGN即日本動畫（Anime）、漫畫（Comic）與遊戲（Game）的英文:11、輕小說（light Novel）首字母縮略字。該詞彙通常不翻譯成中文。
- 動漫

動漫是指動畫和漫畫的合稱與縮寫，對應英文中以anime和manga合寫的「animanga」，但「animanga」更特指日本動畫與日本漫畫。
- 萌

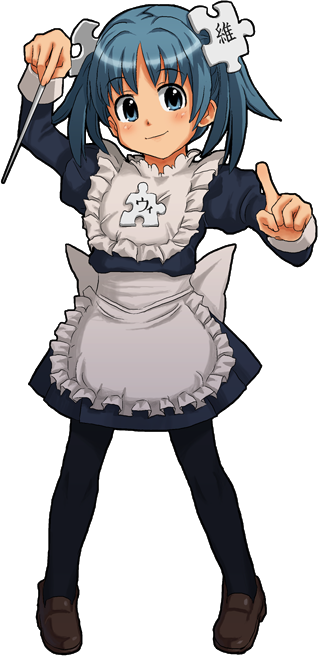
可能讓人感到「萌」的角色範例：維基娘（維基百科的擬人化形象/看板娘/吉祥物）

萌被用來做為對作品中的虛構角色表達強烈喜愛的用語，之後衍生到可對各種事物表達類似情感。當作動詞時，用於形容自己被某種人事物引發喜愛的情緒:154，例如「我被維基娘萌到了！」；當作形容詞時，用來形容那些自己極端喜好的人事物:154，例如「維基娘好萌！」在中文網路用語的語境裏，有時「萌」也會被引申為「可愛」的意思，或是將其作為「可愛」的同義詞使用。
- 萌點

萌點泛指一般ACGN中，角色吸引到人喜愛的元素。萌點有很多個種類，角色的五官、身體、服飾、個性、身份等都可以被視為角色的萌點。
- 萌擬人化

指對非人類的動物、武器、國家或地區、交通工具、建築物、食物等任何事物，依據其性質，把受仿物「描繪成具有與人相似的形體」和／或「演繹或變化成『具有智慧的形體』且『可直接地或間接地表達若干原受仿物之特點屬性與傳奇』」形式的人型模樣形容／設定／打扮。
- 御宅族

指熱衷並熟悉動畫、漫畫及電子遊戲的人群，後來擴大泛指熱衷於次文化，或是對其有極深入了解的人們。研究御宅族的學問稱為御宅學。也有貶義引申詞「死宅」「肥宅」和「臭宅」等，多為御宅族自嘲用或是對御宅族的惡意貶低者使用。
- 同人

原指有著相同志向的人們、同好。後來轉變成指「自創、不受商業影響的自我創作」，或「自主」的創作。它比商業創作有較大的創作自由度，以及「想創作甚麼，便創作甚麼」的意義。同人誌則是這種粉絲創作的自製出版物:65，販售同人誌的活動稱為同人誌即賣會。這個文化圈則被稱為同人界或同人圈:65。
- 控

控源自於日文的音譯，而則是日語「情結」的簡稱。是一個後綴。在某種角色特徵後面加上「控」，是指對該特徵散發的吸引力懷有特殊情結，是一種帶有偏執的喜好。例如正太控指的便是会受到正太吸引的人。
- Cosplay

指透過化妝、服飾、表演等方式裝扮成虛擬角色的行為:51。從事Cosplay的人稱為「Cosplayer」或簡稱「Coser」。「Cosplay」本身有時也簡化為「Cos」使用。
- 變態

是用來形容帶有色情或者是情色內容的作品；有時候也可以用來形容具有相似意義或者行為的一個詞彙總稱。同時也可以作名詞使用:99，意指「喜愛變態作品的人」或是「會做出變態作品裏某種行為的人」，但多帶有貶義意味。
- H

源自於「變態」一詞日語讀音羅馬化後「Hentai」的首個字母“H”:94。在中文ACGN文化裏，H通常作為形容詞表示「色情的」、「成人的」、「有黃色內容的」。在日語裏，H有時也作動詞代指「性交」（日本語：エッチ）:94，也有不少中文字幕組將其翻譯為中文后表示為「做色色的事情」。因其也可以理解為是漢字「黃」的中文發音「Huáng」的拼音首字母，所以在中文ACGN文化圈裏也有著相當的使用頻率。
- 工口

指情色或色情的要素。取日文的字型而來，而則是的簡稱，源自於英文的erotic。
- 次元

有兩個涵義，一指作品當中的幻想世界以及其各種要素的集合體。例如，一個規則與秩序與讀者現存的世界完全不同的世界經常被稱為「異次元」；另指有別於現實三維空間的二維空間創作物，如動畫及漫畫中的虛擬角色被稱為「二次元角色」。

## 角色特徵

### 性別
- 性轉換- 指性別轉換，即變性。原因可能是進行性別重置手術（亦稱變性手術）或受到魔法等超自然力量影響。其中，由男變女稱為女體化，由女變男則稱為男體化。
- 偽娘 - 是指有女性化的外表特質、但生理上與自我認同是男性或其它性別的人物。
- 偽郎 - 是指有男性化的外表特質、但生理上與自我認同是女性或其它性別的人物。
- 偽偽娘 - 由「偽娘」一詞衍生而來，按字面理解便是「假的偽娘」。概括來說就是那些看上去像是一個具有女性外貌和「偽娘」屬性的男生，而實際上卻是貨真價實的「真娘」。
- 偽偽郎 - 由「偽郎」一詞衍生而來，按字面理解便是「假的偽郎」。概括來說就是那些看上去像是一個具有男性外貌和「偽郎」屬性的女生，而實際上卻是貨真價實的「真郎」。
- 扶他那裡 - 一詞屬於音譯，源自日語的「ふたなり」(Futanari，漢字寫作二成、雙成、二形)，字面意思為一種事物擁有兩種形狀[3]。在ACGN文化中，特指同時擁有兩性的性特徵的角色，亦即俗稱的雙性人。常被簡稱為「扶他」、「扶她」，主要用來形容雙性化（Androgyny）、雙性人、雌雄間性的事物或角色[1]:79。
- 秀吉- 出自《笨蛋测验召唤兽》角色木下秀吉，用于形容介乎于男性与女性之间的性别形态特质（生理性别是男性，但外貌偏向女性，而且并非透過化妆等方式获得）。

### 年齡
- 正太 - 指可愛的男童。詞彙源自橫山光輝的名作《鐵人28號》的主角「金田正太郎」，其形象是穿著西裝和短褲的小男生。
- 蘿莉 - 蘿莉（ロリ）是洛麗塔（日語：ロリータ）的縮寫[4]。「洛麗塔」原指1955年出版的小說《洛麗塔》，或指小說中的女主角洛麗塔，在日本次文化引申後用來形容第二性徵已有第一次發育但未完全發育的女孩，或在較少情況下用在與其相關的事物，例如羅莉塔時裝。
- 兄貴 - 本義是對兄長或者男性長輩的尊稱，又指擁有強健體魄的猛男。
- 姊貴 - 本義是對姊姊的敬稱，後指具有壯碩身材的女性。
- 御姊 - 本義是對姊姊的敬稱，後指在外型、個性和氣質上較成熟的年輕女性。
- 御兄 - 本義是對兄長的敬稱，後指在外型、個性和氣質上較成熟的年輕男性，專指美青年。
- BBA - 縮寫自日語，意思是老太婆，通常是對女性的蔑稱。

### 種族

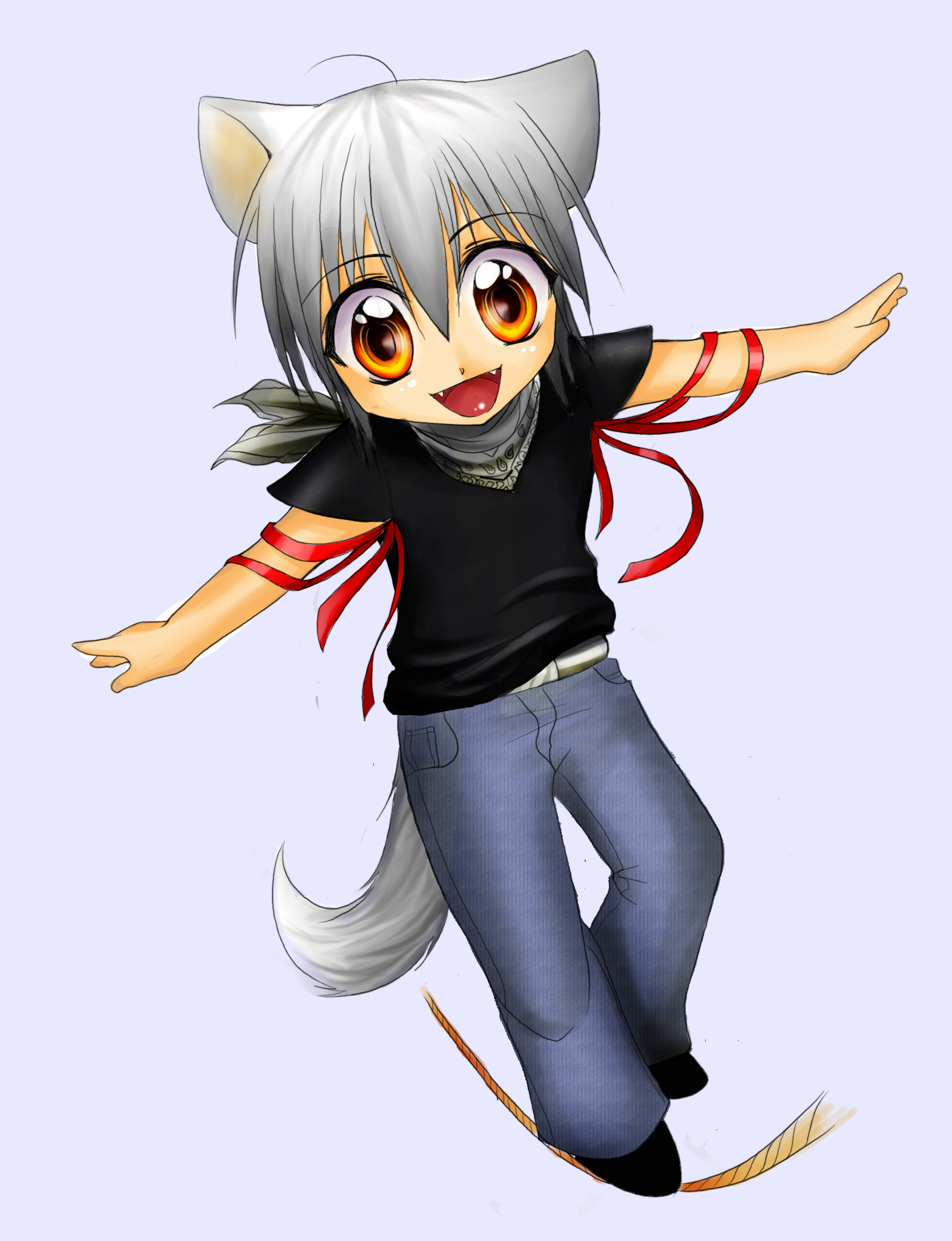
日式插畫風格的獸人正太範例

- 獸人正太 - 是指與正太擁有相同特質的獸人人物，被歸屬於獸人的大分類之下。
- 獸人蘿莉 - 是指與蘿莉擁有相同特質的獸人人物，被歸屬於獸人的大分類之下。
- 獸娘 - 是指具有獸人特質的女性，大多是指的是比較年輕的
- 貓人 - 可以是獸人、或是具有貓特徵的人。

### 身體
- 呆毛 - 指頭髮上的一根、一撮或多撮翹起的頭髮[1]:11。在一些作品中，呆毛會隨著主人的心情而變形，或是當作雷達、武器使用，有時候會被作者／同作品的角色惡搞。
- 黑長直 - 是指「黑色的、長的、直的」頭髮。曉美焰、桂小太郎（假髮小太郎）等角色都具有這樣的髮型[5]。
- 獸耳 - 是指在其身體上長出、或使用配件裝上各種類型動物的耳朵。
- 貓耳 - 指具有、或使用配件如髮箍、髮飾等裝上貓耳朵，也可能是貓耳外型的頭髮。
- 歐派 - 指胸部、乳房，音譯自日語：（羅馬化：Oppai)。
- 巨乳 - 指較大的乳房，類似用語有爆乳[1]:125、超乳等。御姐角色有較大機會具有的萌點。
- 貧乳 - 指較小的乳房。類似用語有微乳、無乳等。蘿莉角色有較大機會具有的萌點。
- 巨大娘 - 指比普通人還巨大的女性角色。
- 超級變形 - 指將角色的頭部擴大、身體縮小的表現手法。
- 尾巴 - 指角色本身長著的尾巴或作為飾品而戴上的假尾巴。

### 服飾
- 死庫水 - 日本學生泳衣（スクール水着）簡稱的音譯。
- 裸體圍裙 - 指身上除了圍裙以外沒有穿著任何服飾，廣義而言可穿襪子與其他不遮住軀幹的衣飾。
- 胖次 - 內褲（パンツ）的日語音譯。
- 布魯馬 - 燈籠褲（ブルマ）日語音譯。
- 女子高校生三神器 - 指水手服、女性學生泳衣和燈籠褲三項女高中生制服的合稱。
- 絕對領域 - 指穿著迷你裙與膝上襪時大腿暴露出的部份，源自2channel[1]:241。
- 黑絲 - 黑色絲襪的簡稱，但常見的情況多是指穿黑色连裤袜的角色。

### 性格
- 僕娘 - 指的是說話時第一人称使用的女性。「僕」一詞在日語裏有「我」的意思，且多為男性對同輩或晚輩使用，也有少部分女性使用。
- 無口 - 本義為「沈默寡言」，後不是單指默不作聲，而衍生為一種複雜的行為及性格複合特徵。
- 電波系 - 泛指有妄想癖或難以與人溝通的人。
- 腹黑 - 依照使用場合可分別類似於中文的「鬼靈精怪」或「笑裡藏刀」。前者則通常無害，只是在單純的外表下有著狡詰頑皮的心靈，會不時作弄人；後者通常用來指表面和善溫和，內心卻想著邪惡事情，充滿心機的人。而「粉切黑」指有不少腹黑角色具有粉色系頭髮的特质，最早用于形容高达 Seed的拉克丝·克莱茵，之后爱好者们发现有很多作品具有此特质的角色，因而总结出此论述。
- 中二病 - 用以形容一些經常自以為是地活在自己世界或做出自我滿足的特別言行的人，且多帶有「幼稚」「難以理解」的意味。由於多見於中學二年級，故稱為中二病。「中二」可以單獨作名詞使用，通常與幼稚近義。
- 傲嬌 - 是指「一開始態度高傲無禮，但隨着劇情或關係發展表露出温柔一面」的人物性格[1]:227。
- 病嬌 - 指處於精神疾病狀態下和其他人發展出愛情，或對愛情的執著非比尋常到足以視為精神問題的一種性格。
- 天然呆 - 是種氣質與性格的綜合體，會不經意間做出別人覺得傻呼呼的舉動。和一些人的直覺不同的是，天然呆和腹黑並非相衝突的屬性。
- 冒失娘 - 指經常弄翻物件、行事笨拙、「大錯不出，小錯不斷」、總是搞出蠢事的少女。
- 黑化 - 指原本積極正向的角色或故事因為某些原因而變得陰鬱負面甚至邪惡扭曲。通常來說，「黑化」後的角色擁有比過去更強的能力和更為瘋狂的思維，以及一些與過去完全相反的特徵。
- 壞掉 - 指角色因某種原因（如虐待、戰亂）而產生身心的傷害或損壞，有時該角色會向黑化的狀態發展。在色情作品裏，「壞掉」可以指因慾望而喪失思維能力，或是因性交過度而喪失行動能力。
- 大和撫子 - 用作性格文靜、溫柔穩重且具有高尚美德的女性的代稱。
- 面癱 - 指不常露出表情，衍生冷淡之意，有些天生如此，而有些是後天因素造成。
- 女王 - 出自于SM亚文化，女王这一角色作为S(即施虐方），通常以身着皮衣手持皮鞭的形象。在ACGN文化中被引申为：不会撒娇耍赖，而是坚强而勇敢，很有气势，能够独当一面，自带气场，成熟强势，有一定的能力凌驾于所有人之上的人，常使唤人的人物属性，拥有领袖的风范的女性。

### 行為

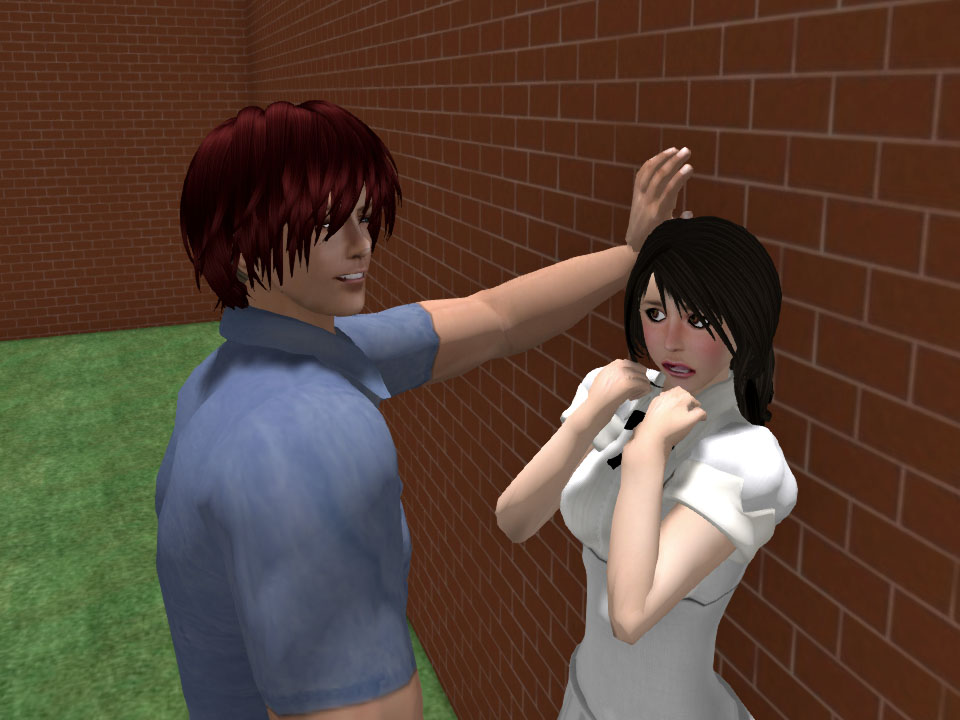
壁咚示意圖

- 壁咚 - 指一人將另一人逼向牆壁的同時，以手抵住牆面圍住對方的動作。因抵住牆壁時或被圍之人後退時碰到牆壁往往發出「咚」的聲音而得名。
- 乳搖 - 指因運動或衝擊等因素造成乳房晃動、搖動之現象，通常發生在有豐滿乳房的女性身上。
- 觸手攻擊 - 指虛構的軟體動物或奇幻小說、科幻小說中的怪物用觸手將人捆縛或性侵犯。
- 顏藝 - 指角色因為某些原因使得臉部的表情極度扭曲。顏藝的典型角色如《遊戲王》中的角色馬利克。
- 阿嘿顏 - 音譯自日語的，指因為強烈性高潮或精神崩壞而出現的表情。典型特徵如半翻白眼、雙頰泛紅、張嘴吐舌。
- 光源氏計畫 - 指男人把小女孩撫養長大，將她培養成自己理想中的女性，以期能成為自己未來的結婚對象。典故出自日本古典小說《源氏物語》。
- 領便當 - 指故事中的角色死亡並退場。

## 人際關係
- 配對 - 又稱為CP，是指二次創作中角色之間的戀愛關係。通常用「某甲×某乙」來表示，中間的「×」不發音，在×前者表示攻、在×後者表示受。（英語圈用 shipping）
- （おさななじみ） - 指兒時的玩伴[1]:168。
- NTR - 日語（ netorare）的縮寫，是指自己的伴侶遭人睡走，近似於中文的戴綠帽。
- 逆NTR - NTR苦主一般为男人，逆NTR性别则相反，苦主一般是女生。

### 職業、身份
- 魔法少女 /马猴烧酒[6]- 是指具有神奇魔力，能夠使用的少女。常具有一套固定特徵如：變身，變身後裝扮華麗，使用魔杖等。
- 番長 - 日本不良少年組織對其領導者的稱呼。

### 性取向
- BL - 指虛構幻想的男同性戀作品[7]。
- 薔薇 - 指虛構的男性間愛慕關係。
- GL - 指虛構幻想的女同性戀作品。
- 百合 - 指虛構的女性間愛慕關係。

## 產業

### 從業人員
- 監督 - 在日語，監督泛指管理、指導的負責人。在動畫中指的是導演，也就是整合全部藝術元素的藝術生產負責人。
- 聲優（又称，简称cv）- 即配音員[1]:199，指在動畫、遊戲、電影、有聲書裡幫角色配音的人員。

### 作品類型
- 番 - 源自於日文的，意思是「節目」，在動漫迷間又特指動畫節目。
  - 新番 - 指當季推出的最新動畫，過了當季後會被稱為舊番。
  - 季番 - 指播放區間為一季（三個月）的動畫，集數通常為12集。播放區間為半年者稱半年番，為一年者稱年番。
  - 表番 - 又稱為一般向，用以稱呼非限制級作品。
  - 裏番 - 相對於表番，用以稱呼限制級作品。
  - 肉番 - 又稱肉片。指特別重視展現色情向度而甚於角色塑造、劇情深度的作品。
  - 泡麵番 - 指時間很短的連載作品，由於其時長接近一份泡麵的準備時間而得名。
  - 番外 - 指外傳，以原本的故事為底的額外故事。
  - OVA（原创视频动画）- 原是指以录像带、影碟首次发行的动画影片，例如动画剧集或动画电影的续集或外传作品，如今也能通过影片分享网站的形式收看。
  - 定番 - 指常見甚至是固定的橋段。可能是經典的、也可能是老套的。
- 動畫方向分類
  - 男性向 - 指以男性族群為訴求對象的作品。
  - 女性向 - 指以女性族群為訴求對象的作品[8]。
  - 子供向 - 指以幼兒、兒童族群為訴求對象的作品[8]。
- R18 - 即18禁作品，18岁及以上年龄段才能观赏的限制级作品[1]:111（此类作品多含暴力、情色情节或场景）。
- R18G - G为加强版。18岁以下禁止观看的含有猎奇、暴力性残虐、出血、内脏露出、身体残缺、排泄等画面的，归类为R-18G。
- 全年龄向 - 指能面对全部年龄段的观众的作品（与R18相反，不含任何暴力、情色情节或场景）。
- 後宮型作品 - 指男性主角和至少兩個以上的數個、十數個甚至更多的女性角色有曖昧、愛慕或性關係的作品[1]:97。
- 逆後宮型作品 - 指女性主角和至少兩個以上的數個、十數個甚至更多的男性角色有曖昧、愛慕或性關係的作品。
- 空氣系 - 指以人物的平凡日常生活為主題的作品，內容節奏緩慢、也無沉重情節。
  - 治癒系 - 指以人物的平凡日常生活為主題的作品，觀賞後能使人內心平靜、感到心靈慰藉[9][10][11]。
- 致鬱系 - 与“治癒系”作品相反，观看后无法使人平静，甚至会导致抑郁。此类作品分为两类：一类为設定或情節黑暗，例如《魔法少女小圆》；另一类作品情節悲情、催淚，例如《CLANNAD》
- 世界系 - 是指以主角與他人為中心的、微小的關係性問題，與世界的危機及世界的滅亡等抽象的大問題直接聯繫的作品。
- 異世界 - 以生活在地球上的人類突然轉移或轉生到另一個幻想世界為開端的作品[12][13]。
- 廢萌 - 指僅重視展現萌屬性而忽略角色塑造、劇情深度的作品。
- 無印 - 指系列作中為了區別有副標題的後續作品，對沒有副標題的首部作品的稱呼。例如在《神奇寶貝》動畫中，為了與2002年至2006年播出的《神奇寶貝超世代》、2006年至2010年播出的《神奇寶貝鑽石&珍珠》及後續的動畫做區別，而將1997年至2002年播出的、沒有副標題的《神奇寶貝》動畫稱為無印。2019年的寶可夢 旅途的日版也沒有副標題，為了區別1997年的故稱作新無印。
- 獵奇 - 指作品內容含血腥、殘酷、驚悚或其它普遍而言令人不悅的元素。
- 蘿蔔 - 指機器人題材作品，為英語「robot」的音譯。
- Yaoi - 是指以虛構男同性戀愛情為題材的作品[1]:238。
- 百合 - 是指以虛構女同性戀愛情為題材的作品[1]:240。
- 鬼畜 - 原本為佛教對六道中餓鬼道與畜生道之合稱，此處用來指非人道或邪惡的性格，言行[1]:119。後用來形容造成精神獵奇效果的二次元事物。

### 製作術語
- 總集篇 - 是指動畫中將多集的部份畫面擷取、重新剪輯成的一集。總集篇可以概括地介紹劇情，也可以在製作時間不夠時用來爭取空檔。
- 腰斬 - 指原本預期持續進行中的作品因故中止。
- 殺必死 - 提供增加作品的娛樂性以吸引觀眾的內容。亦常用以指多少刻意的，具有情色意味的鏡頭[1]:69[14]。源自英文單字「service」的發音。
- flag（“旗标”/“旗帜”）- 是在故事中表示事情將引發以後特定發展或狀況的用語。與伏筆的涵義類似，但用來指較為單純有固定模式的表現。
- 聲優之盾 - 對日本動畫或電子遊戲等製作團隊在決策錯誤時請配音員（聲優）道歉的行為的蔑稱。
- 聖光 - 在部分成人動畫或成人漫畫中，為了符合相關法律規範，會將露出生殖器的畫面或過於裸露的畫面以塗白的方式遮蔽，此種作法被戲稱為「聖光」。若以黑色長方形遮蔽，則稱「海苔/暗幕」。

## 愛好者及其行為

### 爱好者
- 腐人類 - 指喜歡虛構男同性戀間愛情的人，女性稱為「腐女」、男性則稱為「腐男」[15]。
- 同人女 - 原指進行同人誌創作的女性群體，後因為進行同人創作的女性大多喜愛耽美類同人作品，所以現在這一詞彙經常被誤用為泛指創作與欣賞耽美作品的女性。
- 歷女 - 意指喜愛歷史的女性。
- 獸迷 - 是指喜好具有人格或其他人類特質的擬人化動物之虛構角色的一群人。
- 御宅藝 - 是一種由御宅族或日本偶像支持者表演的舞蹈或打氣動作[1]:17，其中包括跳躍、拍掌、揮動手臂和有節奏地喊口號。
- 萌豚 - 对以二次元美少女为卖点的ACGN作品情有独钟的御宅族，该词从创造便带有贬义性质。[16]
- 實況 - 原指比賽中報導賽況的播報員，此指以攝影機和麥克風等設備將自己在觀看動畫或遊玩電子遊戲時的影音以現場直播或預先錄影的形式上傳至影片分享網站。如果使用文字，也可稱為實況。進行實況的人稱為實況主。
- up主 - 意指在视频网站、资源网站等地上传视频、音频或其他檔案的人（即投稿人），华语圈中常指（但不限于）弹幕视频网站中的投稿人。

### 行为
- 追番 - 指積極地觀看某個新作品的行為，如果在途中因為對作品沒有興趣而停止觀看，則稱為棄番。
- 推坑 - 指某作品的強烈愛好者向其周遭的人宣傳該作品，並希望對方也能喜歡該作品的行為。
- neta - 又名捏他、梗，原本在網上是指話題，後來引申為在網上討論作品及剧透（ネタバレ），即透露作品劇情的行為[1]:161。
- 痛 - 把喜歡的角色表現在車輛、衣服上的行為，或是指這樣的物品。
- 把靈魂賣給路西法 - 是指看到、或者熱愛偽娘作品；以及愛上了偽娘的代名詞。源自於一位網友在看完了日本成人動畫《Pico系列》後的反應。影片中的句子如「Yooooo」、「THREEEEEE」等也一併走紅。

## 其它
- 主角威能(光環) - 指過度理想化的主角所具有的能力而不至於在劇情中落敗或死亡。例如：未經訓練就具有強大力量、受所有異性歡迎、受到致死傷害存活、具有罕見素質或血統。文學批評中稱呼具有主角威能的角色為瑪麗蘇，中文圈中則將具有綜合大量此特質的男性角色稱為龍傲天。
- 抖 - 亦作斗，副詞，指「絕對的、強烈的」。是日文的音譯。常見用法有「抖S」，指強烈的施虐癖；以及反義詞「抖M」，指強烈的受虐癖。